# Кобилянка (Чернігівський район)
Кобиля́нка — село в Україні, у Киселівській сільській громаді Чернігівського району Чернігівської області. Населення становить 55 осіб. До 2019 орган місцевого самоврядування — Киселівська сільська рада.

## Історія
12 червня 2020 року, відповідно до розпорядження Кабінету Міністрів України № 730-р «Про визначення адміністративних центрів та затвердження територій територіальних громад Чернігівської області», увійшло до складу Киселівської сільської громади.
19 липня 2020 року, в результаті адміністративно - територіальної реформи та ліквідації Чернігівського району, село увійшло до складу новоутвореного Чернігівського району Чернігівської області.

## Населення

### Мова
Розподіл населення за рідною мовою за даними перепису 2001 року:
| Мова       | Кількість | Відсоток |
| ---------- | --------- | -------- |
| українська | 54        | 98.18%   |
| російська  | 1         | 1.82%    |
| Усього     | 55        | 100%     |

## Галерея

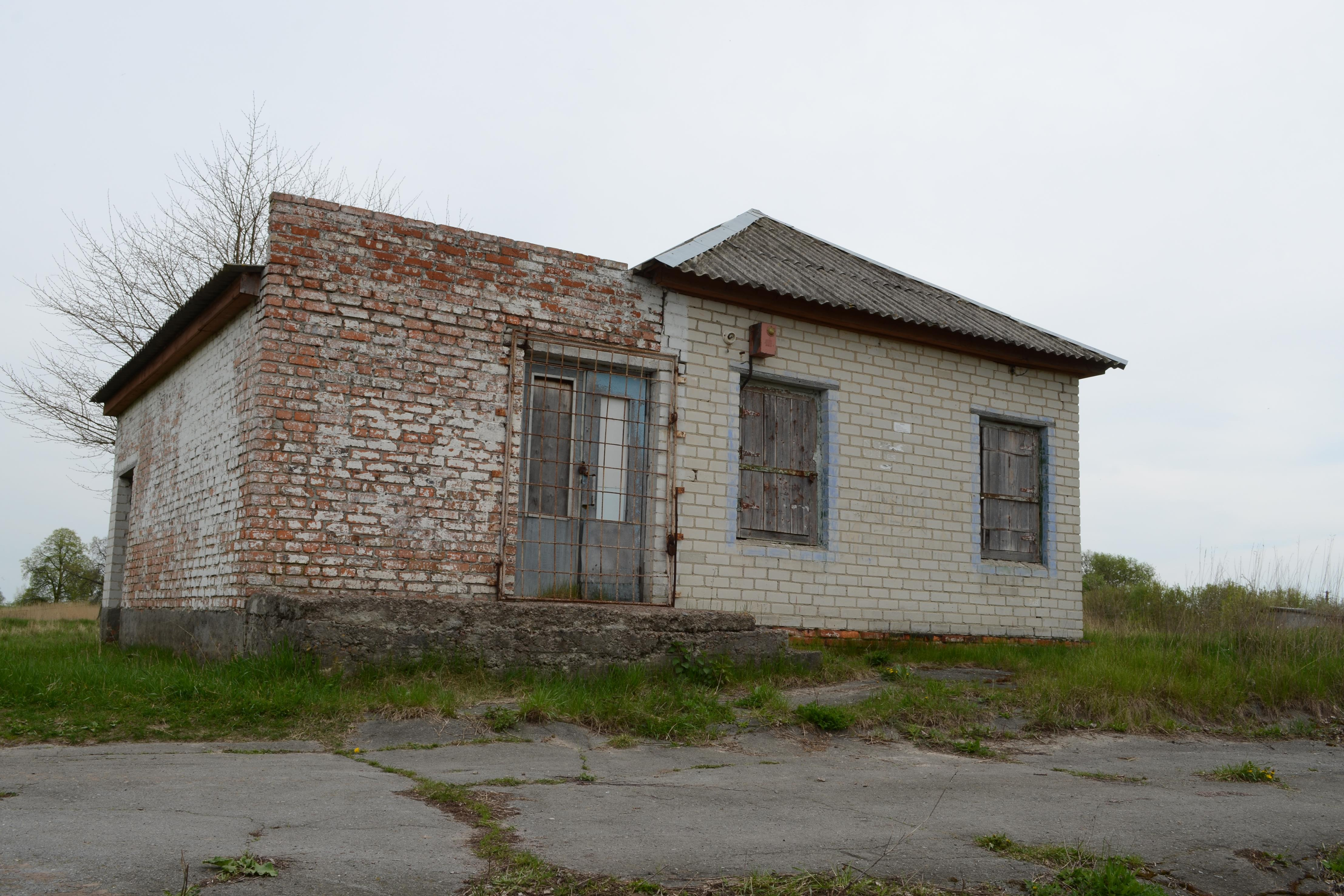
Покинуте приміщення
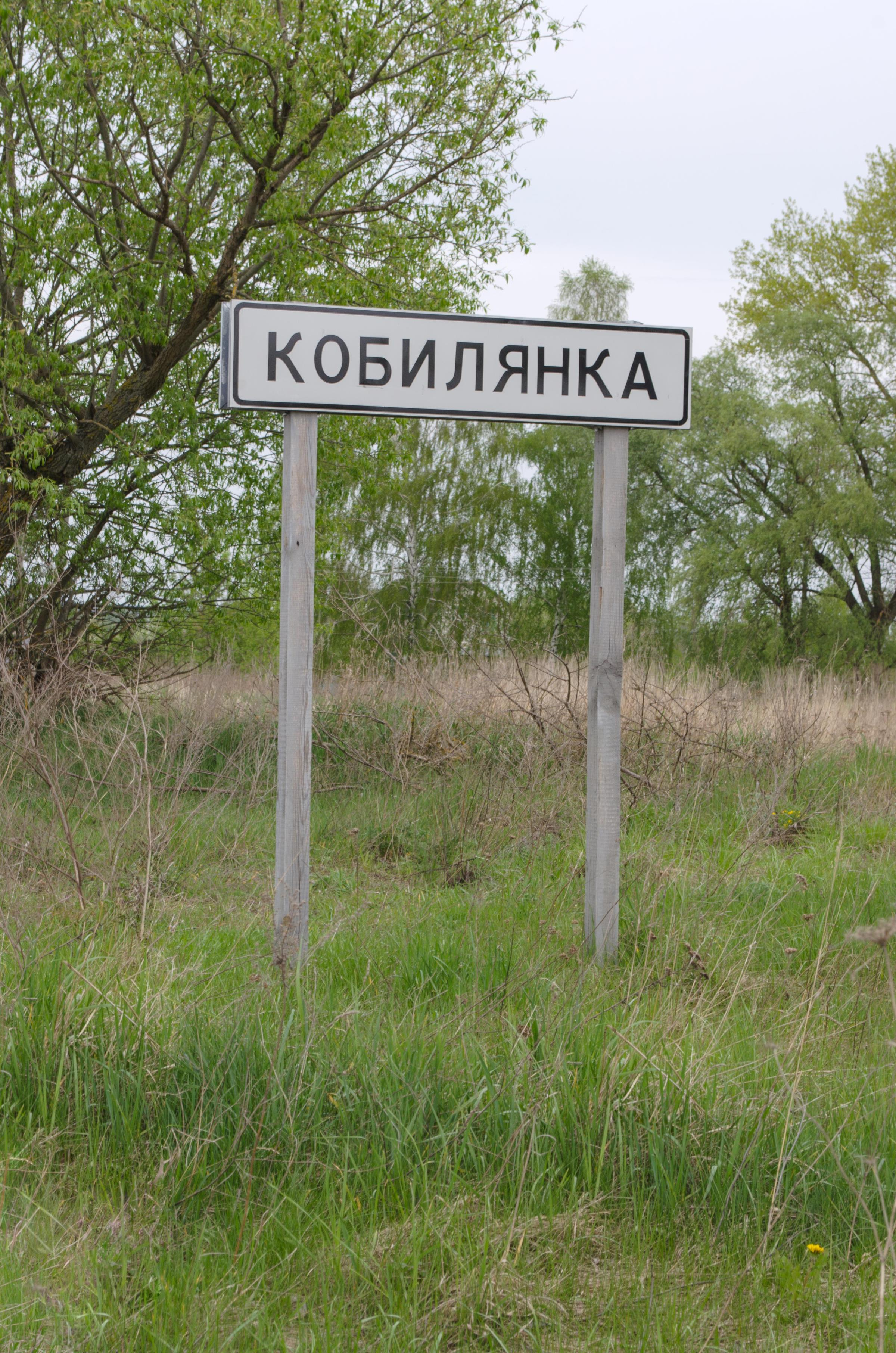
Табличка при в'їзді до села
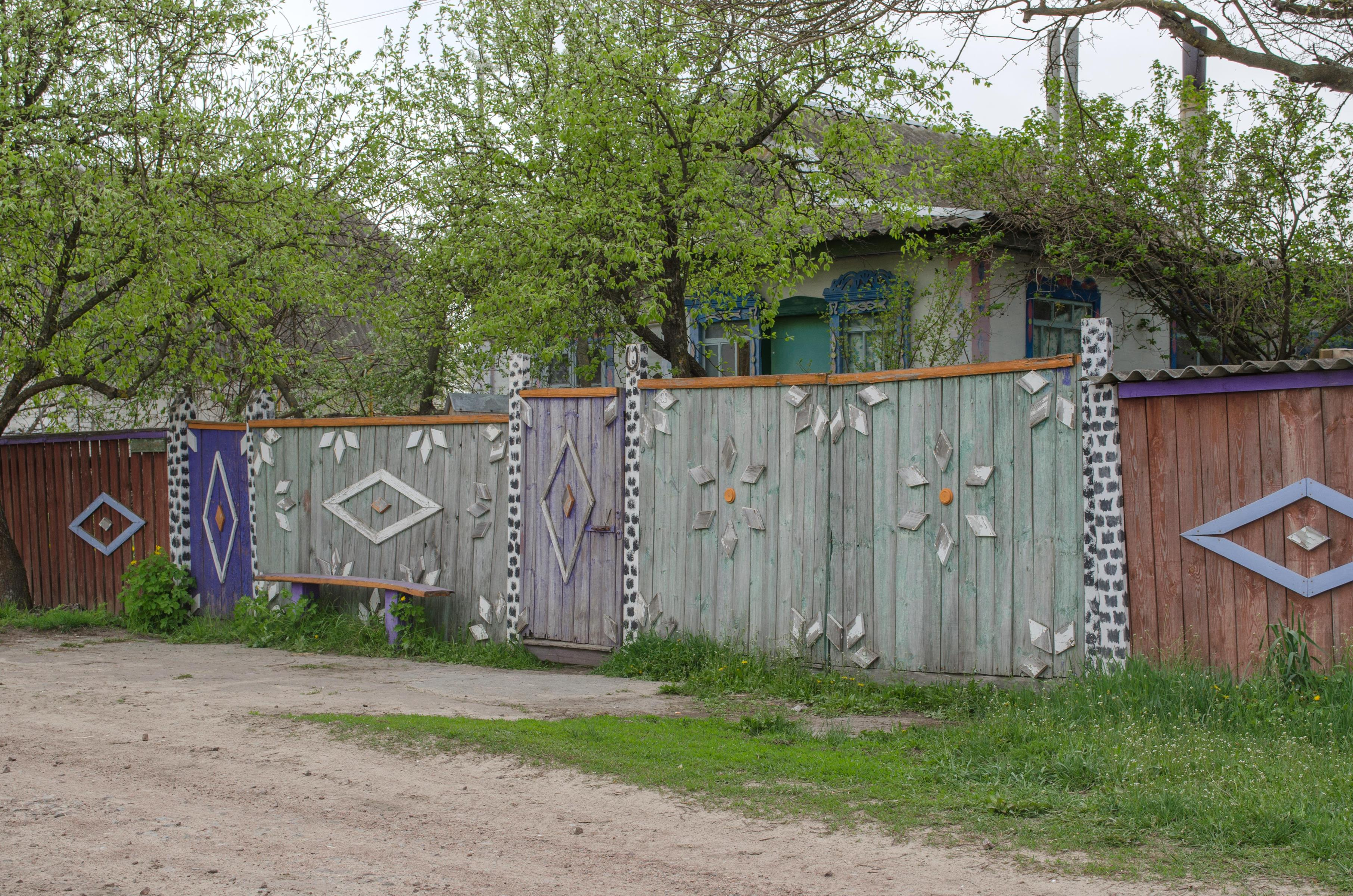
Одна з хат
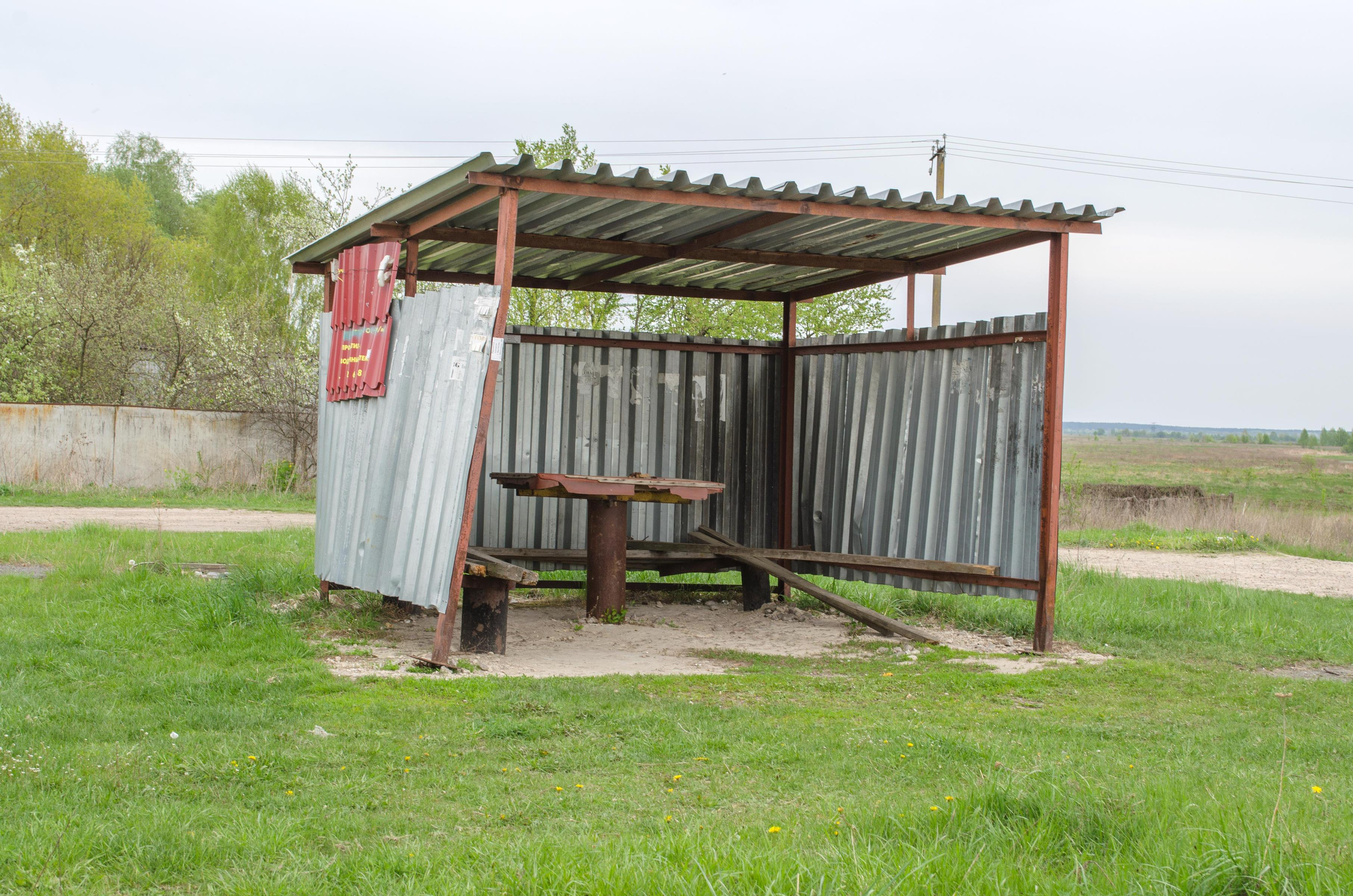
Автобусна зупинка